# Nagy Lázár (tanár)
Nagy Lázár, nyugdíjas tanár, festőművész. Fogarason született 1892-ben. Ott végezte középiskolai tanulmányait. Budapesten, a Képzőművészeti Főiskolán 1916. évben szerzett tanári oklevelet. Első házasságát Fogarason kötötte, amiből két gyermeke született, László és Erzsébet. 
Tanított Fogarason, Mezőtúron a gimnáziumban, majd Csepregen és Csornán. Amikor első házassága megszűnt, akkor megújult régi barátsága egykori főiskolai évfolyamtársával Bodolay Jenővel, aki akkor Pápán a nőipari iskola igazgatója volt. Megismerte, megkedvelte és végül feleségül vette barátjának sógornőjét, Hadházy Ilona tanárnőt. Közös gyermekük Nagy Judit Ágnes.  
Vele együtt aztán később Pápára költöztek, ahol a polgári iskolába került tanítani. 1948. évben a III. sz. Általános Iskola, majd 1950-től 1955-ig az Állami Tanítónőképző igazgatója volt, onnan ment nyugdíjba. Közismerten aktív és megbecsült résztvevője volt Pápa város társadalmi életének tanárként, festőművészként, és a pedagógus zenekar csellistájaként egyaránt.